# 趙本立
趙本立（1922年—2010年），中華民國陸軍中將。民國十一年农历四月廿九日生，河北省安平縣人，民國廿五年（1936年）考入警士班受訓6個月，畢業後辭職進入軍中，擔任二等兵職務，民國卅一年（1942年）考進中央陸軍軍官學校十八期，期間曾參與對日作戰、滇緬遠征軍作戰，1979年中将退役。2010年去世，享年89岁。
抗戰勝利後，歷任總政戰部第一處副處長、中華民國駐越軍事顧問團參謀長、政戰學校教育長、副校長等職，並於教育部軍訓處處長任內退伍。在教育部軍訓處處長任內，編撰軍訓專書、復刊軍訓通訊、編寫軍訓歌曲、新訂軍訓信條，完成革新軍訓使命，奠定了軍訓教官今日的宏規。
一生好學不倦，從二等兵一路進修到陸軍官校、政工幹校研究班、美國三軍工業大學、美國陸軍民事學校、美國伊利諾大學碩士，退休後，仍至美國丹佛大學進修博士。也完成自傳《困知勉行錄》等六本著作。